# Sébastien Faure
Auguste Louis Sébastien Faure, más conocido como Sébastien Faure (pronunciado /sebastjɛ̃  foʁ(ə)/; Saint-Étienne, 6 de enero de 1858-Royan, 14 de julio de 1942), fue un escritor, filósofo anarquista francés.

## Biografía

### Primeros años
Nació en una familia católica de clase media en Saint-Étienne. Fue seminarista con los jesuitas para ser religioso católico, pero sus estudios fueron interrumpidos por la muerte de su padre. Realizó el servicio militar y pasó un año en Inglaterra, tras lo que se casó y se mudó a Burdeos. Terminó por perder la fe y hacerse socialista, uniéndose al Partido Obrero Francés, con el que llegó a ser candidato al parlamento en 1885. Lo abandonó en 1888 al tiempo que iniciaba proyectos educativos y culturales de corte libertario.
Colaboró en varios periódicos anarquistas como La Revolté o Les Temps Nouveaux y fundó la escuela racionalista La Ruche (que en francés significa «colmena»), al tiempo que en España Ferrer Guardia emprendía proyectos similares. Poco a poco ganó popularidad por sus textos y por su capacidad oratoria.
Junto a Louise Michel fundó Le Libertaire y hacia 1889 mantuvo diversos debates dentro del movimiento anarquista de la época. En 1894, fue juzgado en el llamado Juicio de los treinta. Durante el Caso Dreyfus fue uno de los abanderados de la defensa de su defensa.

### La Ruche yCe qu'il faut dire
En 1904, fundó cerca de Rambouillet la escuela racionalista La Ruche (que en francés significa «colmena»), al tiempo que en España Ferrer Guardia emprendía proyectos similares. La Ruche era una escuela cooperativa de carácter laico y autogestionario, cuyos alumnos fueron principalmente hijos y huérfanos de obreros.
En 1916, editó el periódico Ce qu'il faut dire («Lo que hay que decir»). En 1918, fue encarcelado por organizar un mitin ilegal. Viajó a España en 1936 invitado por la organización anarcosindicalista CNT. De ahí una centuria francesa de la Columna Durruti pasó a llevar su nombre. Fue también el iniciador de la Encyclopédie anarchiste y uno de los promotores de la denominada síntesis anarquista. Falleció en plena Segunda Guerra Mundial en Royan, el 14 de julio de 1942.

## Obra
- La douleur universelle (1895)

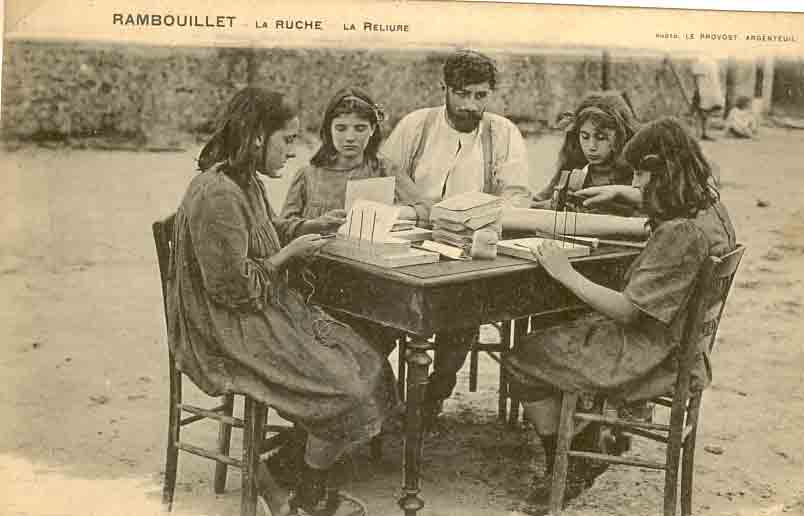
Imagen de La Ruche.

- Doce pruebas de la inexistencia de Dios (1920)
- Mon communisme (1921)
- L'imposture religieuse (1923)
- Propos subversifs
- La ficción democrática. Albert Libertad. Sébastien Faure. Ricardo Mella. Prólogo: Rafael Cid. La Linterna Sorda. 2013. ISBN 9788493827359